# Спільна власність
Право спільної власності — це право двох або більше осіб на один об'єкт. Спільним майном є те, що перебуває у власності двох чи більше осіб (співвласників).
Розрізняють:
- Спільну сумісну власність;
- Спільну часткову власність.